# De arbetslösa i Marienthal

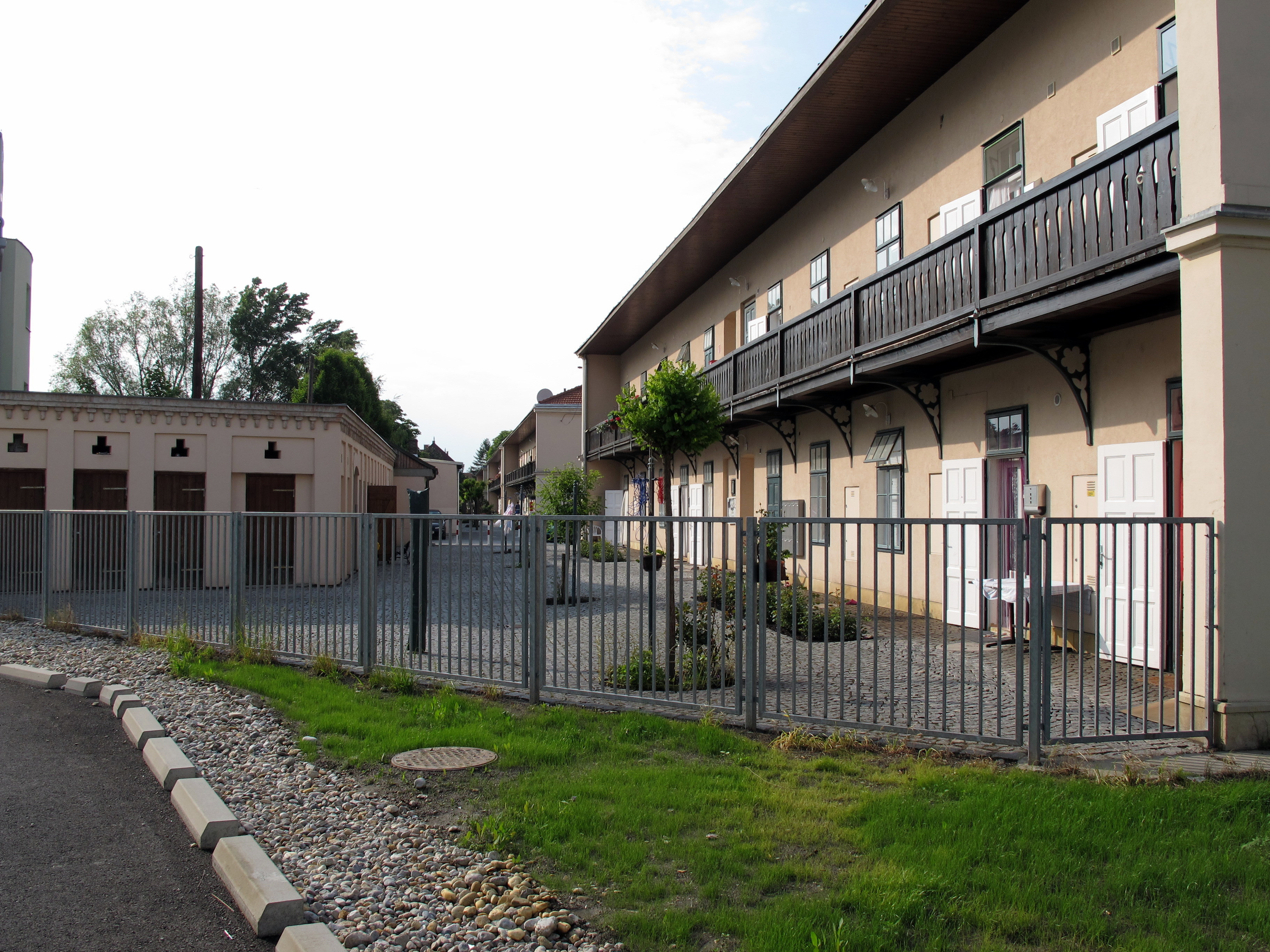
Den sista kvarvarande, tidigare arbetarlängan i Marienthal (restaurerad 2008)

De arbetslösa i Marienthal (originaltitel Die Arbeitslosen von Marienthal) är en sociologisk studie om långtidsarbetslöshet och dess följder av Marie Jahoda, Paul Felix Lazarsfeld och Hans Zeisel. Forskarna studerade i början av 1930-talet bruksorten Marienthal i Österrike där textilfabriken lades ner och hela samhället drabbades av arbetslöshet. Boken var nyskapande genom användandet av kvalitativa och kvantitativa data. Studien visade att arbetslöshet under lång tid inte leder till revolt utan till passiv resignation och apati. 
Boken gavs ut på svenska av Arkiv förlag 2014 med inledning av Christian Fleck och efterod av Paavo Bergman.